# 髙橋祐介
髙橋 祐介（たかはし ゆうすけ、1980年〈昭和55年〉9月12日 - ）は、日本の政治家。衆議院議員（1期）を務めた。

## 来歴
北海道札幌市東区にある天使病院で生まれる。母方の祖父は、札幌市民憲章の制定や1972年札幌オリンピックの開催に尽力した第6代札幌市長の原田與作で、祖父の存在が後に政治家を志すきっかけとなったという。
札幌市立しらかば台小学校、札幌市立東月寒中学校、札幌日本大学高等学校を経て、2003年（平成15年）3月、日本大学経済学部を卒業。卒業後、リクルートHRマーケティングに入社し、営業職を担当。この他、長尾敬衆議院議員秘書や日本病院会政治連盟委員長秘書などを歴任した。
2021年（令和3年）6月4日、吉川貴盛の議員辞職・離党に伴い空席となっていた自由民主党北海道第2区支部長に内定。同年10月31日に投開票された衆議院議員総選挙に北海道第2区から立候補し、比例北海道ブロックと重複立候補したものの、立憲民主党の松木謙公に敗れ落選。
2024年（令和6年）8月、比例北海道ブロック選出の堀井学（北海道第9区重複立候補）が公職選挙法違反による引責により衆議院議員を辞職したことに伴い、比例北海道ブロックの自民党名簿に登載された候補者から繰上補充されることとなり、次点者である参議院議員の船橋利実（北海道第1区重複立候補）、次々点者である北海道議会議員の前田一男（北海道第8区重複立候補）がそれぞれ繰上当選の告示を受けたが、いずれも当選の告示を受けた日から5日以内に当該公職を辞さなかったため、繰上当選の効力を喪失した。これにより、同年9月18日に行われた衆院選比例代表北海道ブロックの選挙会において、さらなる次点者であった髙橋の繰上当選が決定し、翌19日付の官報に繰上補充による当選人として告示された。同月27日に行われた2024年自由民主党総裁選挙では、党員票を小泉進次郎、決選投票では高市早苗に入れたとされている。
同年10月27日に予定される第50回衆議院議員総選挙に先んじ、同月9日に衆議院解散がなされたため、高橋の1期目の任期は21日間となった。選挙では松木謙公に敗れ落選。

## 選挙歴
| 当落 | 選挙                   | 執行日         | 年齢 | 選挙区    | 政党       | 得票数    | 得票率 | 定数 | 得票順位 /候補者数 | 政党内比例順位 /政党当選者数 |
| ---- | ---------------------- | -------------- | ---- | --------- | ---------- | --------- | ------ | ---- | ------------------ | ---------------------------- |
| 落   | 第49回衆議院議員総選挙 | 2021年10月31日 | 41   | 北海道2区 | 自由民主党 | 8万9745票 | 37.93% | 1    | 2/3                | 7/4                          |
| 落   | 第50回衆議院議員総選挙 | 2024年10月27日 | 44   | 北海道2区 | 自由民主党 | 7万6835票 | 32.73% | 1    | 2/4                | 5/3                          |